# Summer Game Fest
Summer Game Fest es un evento de videojuegos en vivo organizado por el presentador y periodista de videojuegos Geoff Keighley. El evento se lleva a cabo anualmente en múltiples transmisiones en vivo durante el período de verano estadounidense. Fue creado en 2020 tras la cancelación de los eventos más destacados de la industria, E3 y Gamescom, debido a la Pandemia de COVID-19.A partir de 2023 comienza a celebrarse también en modalidad presencial.

## Lista de eventos
| Nombre del evento     | Fecha de inicio     | Fecha final          |
| --------------------- | ------------------- | -------------------- |
| Summer Game Fest      | 1 de mayo de 2020   | 24 de agosto de 2020 |
| Summer Game Fest 2021 | 10 de junio de 2021 | 22 de julio de 2021  |
| Summer Game Fest 2022 | 9 de junio de 2022  | 12 de junio de 2022  |
| Summer Game Fest 2023 | 8 de junio de 2023  | 11 de junio de 2023  |
| Summer Game Fest 2024 | 7 de junio de 2024  | 10 de junio de 2024  |
| Summer Game Fest 2025 | 6 de junio de 2025  | 9 de junio de 2025   |

## Historia

### 2020

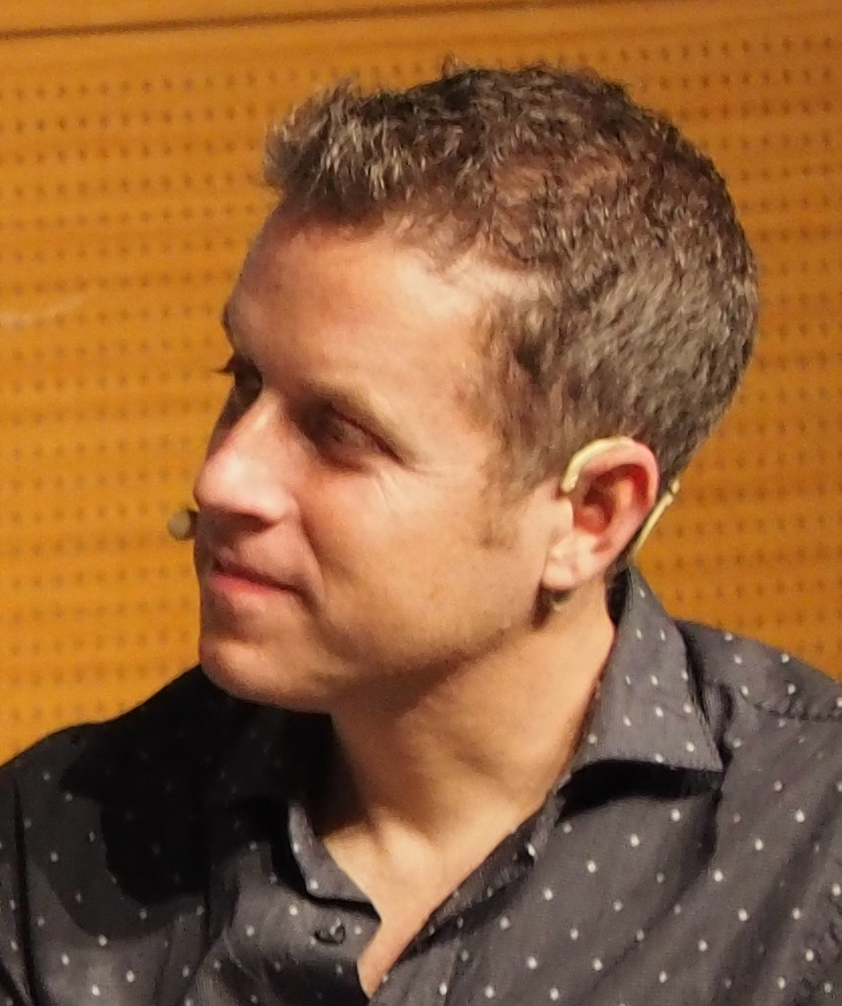
El creador y presentador del Summer Game Fest, Geoff Keighley

El periodista de juegos Geoff Keighley había estado trabajando con la ESA desde antes de 2000 para apoyar la convención E3 que normalmente se celebra en junio de cada año, incluida la organización del E3 Coliseum, un evento paralelo para dar a los desarrolladores y sus juegos más exposición que las conferencias de prensa. Antes del E3 2020 planeado para ese año, la ESA había anunciado una serie de cambios en su enfoque, apuntando el contenido del programa hacia lo que describió como un "festival de fanáticos, medios e influencers". Este cambio de enfoque fue criticado por algunos en la industria, por lo que Sony Interactive Entertainment anunció que no participaría en el evento, luego de ausentarse también en el el E3 2019, ya que la visión ofrecida por la ESA no cumplió con sus expectativas. Keighley también optó por no participar en el programa, señalando que no "se sentía cómodo participando" debido a los cambios.
Debido a la pandemia de COVID-19, la ESA canceló el evento físico del E3 en 2020. Keighley comenzó a trabajar con numerosos desarrolladores y editores para realizar un Summer Game Fest de cuatro meses entre el 1 de mayo al 24 de agosto de 2020, ayudando a los desarrolladores y editores a organizar transmisiones en vivo y otros eventos por la cancelación de E3 y la Gamescom. Junto con Summer Game Fest, Keighley promovió el tercer Steam Game Festival, después del The Game Awards 2019 y de la Game Developers Conference 2020 previamente cancelada, que se llevó a cabo del 16 al 22 de junio de 2020. Más de 900 juegos tenían demos disponibles en Steam para que los jugadores las probaran, junto con una lista de entrevistas con desarrolladores durante todo el período. Un evento similar para los juegos de Xbox One ocurrió del 21 al 27 de julio de 2020, como parte del Summer Game Fest.
Entre los juegos y otros anuncios realizados durante el Summer Game Fest 2020 se incluyen:
- Tony Hawk's Pro Skater 1+2, una versión remasterizada de Tony Hawk's Pro Skater y su secuela para sistemas modernos.[15]
- Unreal Engine 5, iteración del motor de juego de Epic Games.[16]
- Star Wars: Squadrons, un juego de Motive Studios y Electronic Arts que presenta combates en equipo utilizando las naves espaciales del universo de Star Wars como cazas X-wing y cazas TIE.[17]
- Crash Bandicoot 4: It's About Time, una secuela de la trilogía original de juegos Crash Bandicoot de la consola original de PlayStation, desarrollado por Toys for Bob y Activision.[18]
- Lanzamiento de Cuphead para PlayStation 4.[19]

### 2021
El segundo Summer Game Fest tuvo lugar del 10 de junio al 22 de julio de 2021. Del 15 al 21 de junio de 2021, ID@Xbox ofreció una serie de demostraciones de los próximos juegos en la plataforma Xbox como parte del Summer Game Fest. El Summer Game Fest abrió con una transmisión de anuncios de juegos organizada por Keighley el 10 de junio de 2021. Entre los títulos presentados se encuentran:
- Among Us
- The Anacrusis
- Back 4 Blood
- Call of Duty: Warzone
- The Dark Pictures Anthology: House of Ashes
- Death Stranding Director's Cut (PS5)
- Elden Ring
- Escape from Tarkov
- Evil Dead: The Game
- Fall Guys
- Jurassic World Evolution 2
- Lost Ark
- Metal Slug Tactics
- Monster Hunter Stories 2: Wings of Ruin (NS)
- Overwatch 2
- Planet of Lana
- Salt and Sacrifice
- Solar Ash
- Tales of Arise
- Tiny Tina's Wonderlands (PC, PS4, PS5, XBO, XBXS)
- Two Point Campus
- Valorant
- Vampire: The Masquerade - Bloodhunt

El Summer Game Fest incluyó el primer Tribeca Games Spotlight el 11 de junio de 2021, con juegos que habían sido nominados para el premio inaugural de videojuegos del Tribeca Film Festival. Estos juegos incluyeron:
- The Big Con
- Harold Halibut
- Kena: Bridge of Spirits
- Lost in Random
- NORCO
- Sable
- SIGNALIS
- 12 Minutes

Koch Media presentó un escaparate el 11 de junio de 2021. Además de presentar su nuevo sello editorial, Prime Matter, la presentación de Koch Media cubrió los siguientes juegos:
- The Chant
- Codename Final Form
- Crossfire: Legion
- Dolman
- Echoes of the End
- Encased
- Gungrave G.O.R.E.
- King's Bounty 2
- The Last Oricru
- Painkiller 2
- Payday 3
- Scars Above

Sony participó en el evento realizando un State of Play el 8 de julio de 2021. Los anuncios realizados durante el evento incluyen: 
- Arcadegeddon
- Deathloop
- Death Stranding: Director's Cut
- Demon Slayer -Kimetsu no Yaiba- The Hinokami Chronicles
- F.I.S.T.
- Hunter's Arena: Legends
- Jett: The Far Shore
- Lost Judgment
- Moss: Book II
- Sifu
- Tribes of Midgard

### 2022
El tercer Summer Game Fest se llevó a cabo durante junio de 2022, con su programación principal del 9 al 12 de junio. Los editores individuales incluyeron Capcom, Devolver Digital, Epic Games, Nintendo, Netflix, Sony y Xbox.

### 2023
El cuarto Summer Game Fest tendrá lugar en junio de 2023, como evento combinado digital y físico por primera vez, a realizarse el 8 de junio en el YouTube Theatre de Los Ángeles ; un componente físico estuvo disponible para la prensa en 2022. Se presentarán las siguientes empresas:
| - Activision - Amazon Games - Annapurna - Bandai Namco Entertainment - Behaviour - Capcom - CD Projekt RED - Devolver Digital - Digital Extremes - Disney - EA - Epic Games - Focus Entertainment - Gearbox Publishing | - Grinding Gear Games - hoyoverse - Kabam, Larian - Level Infinite - Magic the Gathering - Neowiz - Netflix - Nexon - Niantic - North Beach Games - Paradox - Pearl Abyss - Phoenix Labs - Plaion | - PlayStation - Pocket Pair - Razer - Samsung Gaming Hub - Second Dinner - Sega - Smilegate - Square Enix - Stema - Techland - Tribeca Festival - Ubisoft - Warner Bros. Games - Xbox |